# Sophora mangarevaensis
Sophora mangarevaensis é uma espécie vegetal da família Fabaceae.
Apenas pode ser encontrada na Polinésia Francesa.